# Joshua Owusu
Pour les articles homonymes, voir Owusu.
Joshua Owusu (né le 2 octobre 1948) est un athlète ghanéen, spécialiste du saut en longueur et  du triple saut.

## Biographie
Quatrième du concours du saut en longueur des Jeux olympiques de 1972, à Munich, avec un saut à 8,01 m, il remporte la médaille d'or du saut en longueur lors des Jeux africains de 1973 à Lagos au Nigeria. En 1974, il décroche la médaille d'or du triple saut et la médaille de bronze du saut en longueur durant les Jeux du Commonwealth britannique à Christchurch.

## Palmarès
| Date | Compétition          | Lieu         | Résultat | Épreuve          | Marque  |
| ---- | -------------------- | ------------ | -------- | ---------------- | ------- |
| 1972 | Jeux olympiques      | Munich       | 4e       | Saut en longueur | 8,01 m  |
| 1973 | Jeux africains       | Lagos        | 1er      | Saut en longueur | 8,00 m  |
| 1974 | Jeux du Commonwealth | Christchurch | 3e       | Saut en longueur | 7,75 m  |
| 1974 | Jeux du Commonwealth | Christchurch | 1er      | Triple saut      | 16,50 m |

## Records
| Épreuve          | Marque  | Lieu         | Date           |
| ---------------- | ------- | ------------ | -------------- |
| Saut en longueur | 8,09 m  | Arkadelphia  | 24 mai 1974    |
| Triple saut      | 16,50 m | Christchurch | 2 février 1974 |